# 高体四须鲃
高体四须鲃（学名：Barbodes pierrei）为鲤科四须鲃属的鱼类。在中国，分布于澜沧江下游等，多栖息于江河缓流处。

## 扩展阅读
維基物種上的相關：高体四须鲃